# روبرت أورتن
روبرت أورتن (بالإنجليزية: Robert Orton)‏ هو مهندس الصوت ومهندس بريطاني، ولد في 15 مايو 1978.

## وصلات خارجية
- الموقع الرسمي
- روبرت أورتن على موقع ميوزك برينز (الإنجليزية)
- روبرت أورتن على موقع أول ميوزيك (الإنجليزية)
- روبرت أورتن على موقع ديسكوغز (الإنجليزية)